# Bildungsaffinität
Bildungsaffinität ist die Neigung eines Individuums zur Bildung und spiegelt dessen Wissensdrang wider, wobei die Empfänglichkeit zur Bildung als Formung des Menschen in Bezug auf seine kognitiven, sozialen und kulturellen Fähigkeiten zu verstehen ist. Dies beschreibt auch die Neugierde und Aufgeschlossenheit für Neues im Hinblick auf die Erweiterung seiner geistigen Fähigkeiten.